# Vzkaz v láhvi (film, 1999)
Vzkaz v láhvi (v anglickém originále Message in a Bottle) je americký romantický film z roku 1999, který natočil režisér Luis Mandoki podle stejnojmenného románu Nicholase Sparkse. Ve filmu si zahráli Kevin Costner, Robin Wright (pod jménem Robin Wright Penn) a Paul Newman. Natáčelo se v Maine, Chicagu a Wilmingtonu v Severní Karolíně. Film vypráví o spisovatelce, která se zamiluje do stavitele lodí poté, co najde dopis v láhvi. Film byl uveden do kin společností Warner Bros. Pictures 12. února 1999. Kritika jej sice odmítla, ale stal se kasovním trhákem, když při rozpočtu 30 milionů dolarů utržil 118 milionů dolarů.

## Děj
Theresa Osborne, bývalá novinářka, pracuje jako výzkumnice v Chicago Tribune. Během pobytu na Cape Codu najde na pláži láhev s milostným dopisem adresovaným Catherine. Dopis ji fascinuje a její kolegové ho bez jejího vědomí zveřejní v novinách, čímž spustí vlnu reakcí.
Další objevené dopisy vedou k autorovi, Garrettu Blakeovi, který žije na Outer Banks v Severní Karolíně poblíž svého otce Dodge. Theresa odjede, aby ho poznala, a mezi nimi vznikne citové pouto. Neřekne mu však pravý důvod své návštěvy, obává se, že by ho ztratila. Navíc Garrett stále truchlí po své zesnulé manželce Catherine.
Když Garrett navštíví Theresu v Chicagu, náhodou najde své dopisy v jejím nočním stolku. Rozrušený odchází, ale vrací se, když zjistí, že existuje třetí dopis, který nenapsal on. Byl od Catherine, která v něm vyjadřuje lásku, smíření se smrtí a vděčnost za společný život. Garrett odchází s dopisem, nechávaje Theresu v slzách.
Postupně uzavírá minulost – vyřeší spor s rodinou Catherine a dokončí loď, kterou na její počest pojmenuje jejím jménem. Pošle Therese pozvánku, ale během její návštěvy mluví o Catherine tak vášnivě, že si Theresa uvědomí, že ji stále miluje. Odchází s tím, že až bude připraven začít nový život, může se jí ozvat.
Garrett napíše Catherine dopis, vloží ho do láhve a vypluje. Při bouři zachrání dva lidi z potápějící se lodi, ale sám se utopí. Dodge zavolá Therese a předá jí Garrettův poslední dopis, ve kterém přiznává, že ji miloval a chtěl s ní začít znovu. Navzdory zármutku si Theresa uvědomí, že tato zkušenost jí pomohla pochopit, co je v životě nejdůležitější.